# Nyungah

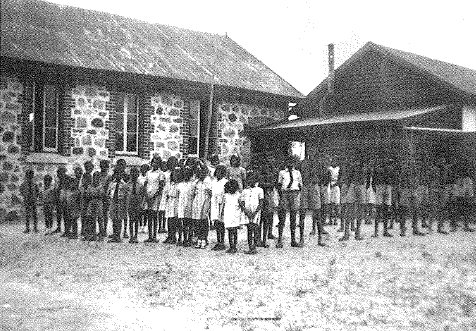
Een nederzetting rond 1951 nabij Katanning in West-Australië

De Nyungah, ook wel Noongar, Nyoongar of Nyoongah genoemd, is een volk in Australië. Ze behoren tot de Aborigines. Ze leven al 40.000 jaar in het gebied rond de rivier de Swan, niet ver van Perth. De benaming van hun taalgroep, Nyungah, maakt ook deel uit van de naam van een grotere taalfamilie, Pama-Nyungah. Deze talen worden gesproken door dertig procent van de Aborigines, van het Kaap York-schiereiland tot het uiterste zuidwesten van Australië.

## Geschiedenis
Tot 1829, toen de Britten een kolonie stichtten in West-Australië, leidden de Nyungah een seminomadisch bestaan. Afhankelijk van de beschikbare hoeveelheden water, vis, wild, vruchten, wortels en knollen, trokken ze rond. Het kolonisatieproces was de doodsteek voor de traditionele levenswijze van de Aborigines. De traditionele voedselbronnen van dit volk werden opgebruikt of vernietigd en algauw was de inheemse bevolking afhankelijk van geïntroduceerde producten. In de decennia die volgden op de stichting van de nederzetting bij de Swan overleed een groot aantal Aboriginals aan ziekten als mazelen en griep. Ondanks gewelddadige confrontaties met soldaten, veroordeelden, vrije kolonisten – en later in de 20e eeuw, geweldloze confrontaties met bureaucraten – hebben de Nyungah hun identiteit weten te behouden.

### Dialectgroepen

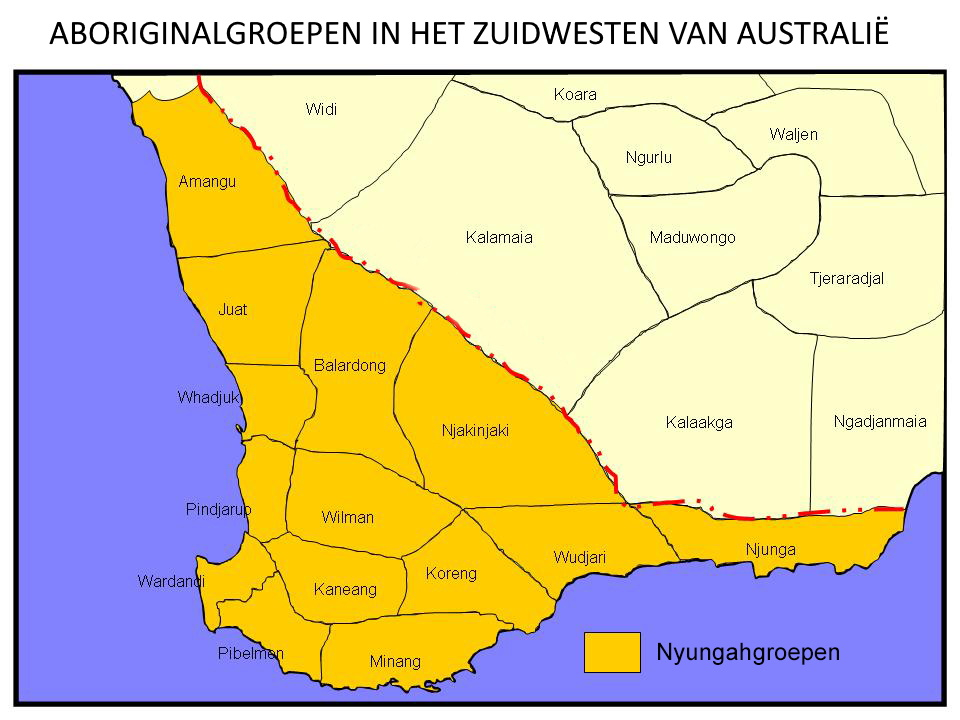
Nyungah dialectgroepen

De Nyungah-taalgroep bestond uit meerdere dialectgroepen :
- Amangu
- Yued/Yuat
- Whadjuk/Wajuk
- Binjareb/Pinjarup
- Wardandi
- Balardong/Ballardong
- Nyakinyaki

- Wilman
- Ganeang
- Bibulmun/Piblemen
- Mineng
- Goreng
- Wudjari
- Njunga

### Seizoenen
De Nyungah kennen zes seizoenen. Ze herkenden de veranderende seizoenen aan de weersomstandigheden, de beweging van de sterren, het gedrag van vogels en de levenscyclus van planten. De seizoenen zijn een gids in het duurzaam omgaan met de fauna en flora. Zo schreef de wet van de Nyungah bijvoorbeeld voor dat men zaaddragende planten niet oogstte alvorens ze gebloeid hadden.
| seizoen   | maanden              | weer | activiteiten                                                                                          |
| --------- | -------------------- | --- | --- |
| Birak     | december - januari   | heet en droog | scrubland werd plaatselijk afgebrand om dieren op te jagen                                            |
| Bunuru    | februari - maart     | heetste periode van het jaar met warme oostelijke winden en amper neerslag                                                       | families verhuisden naar de estuaria om te vissen                                                     |
| Djeran    | april - mei          | het begin van koeler aangenamer weer                                                                                             | men bleef vissen en verzamelde bloembollen en zaad als voedsel                                        |
| Makuru    | juni - juli          | het blijft afkoelen en nu valt gewoonlijk de meeste neerslag van het jaar en worden de waterbronnen landinwaarts terug aangevuld | men jaagde op emoes en kangoeroes voor het rode vlees en de huiden werden gebruikt voor warme kleding |
| Djilba    | augustus - september | gewoonlijk de koudste periode van het jaar met koude droge dagen en nachten en warmere regenachtige winderige perioden           | men verzamelde wortels en joeg op emoes en buideldieren                                               |
| Kambarang | oktober - november   | langere droge perioden met minder koufronten die de kust passeren                                                                | men verhuisde richting kust en ving kikkers, schildpadden en rivierkreeften                           |

## Tegenwoordig

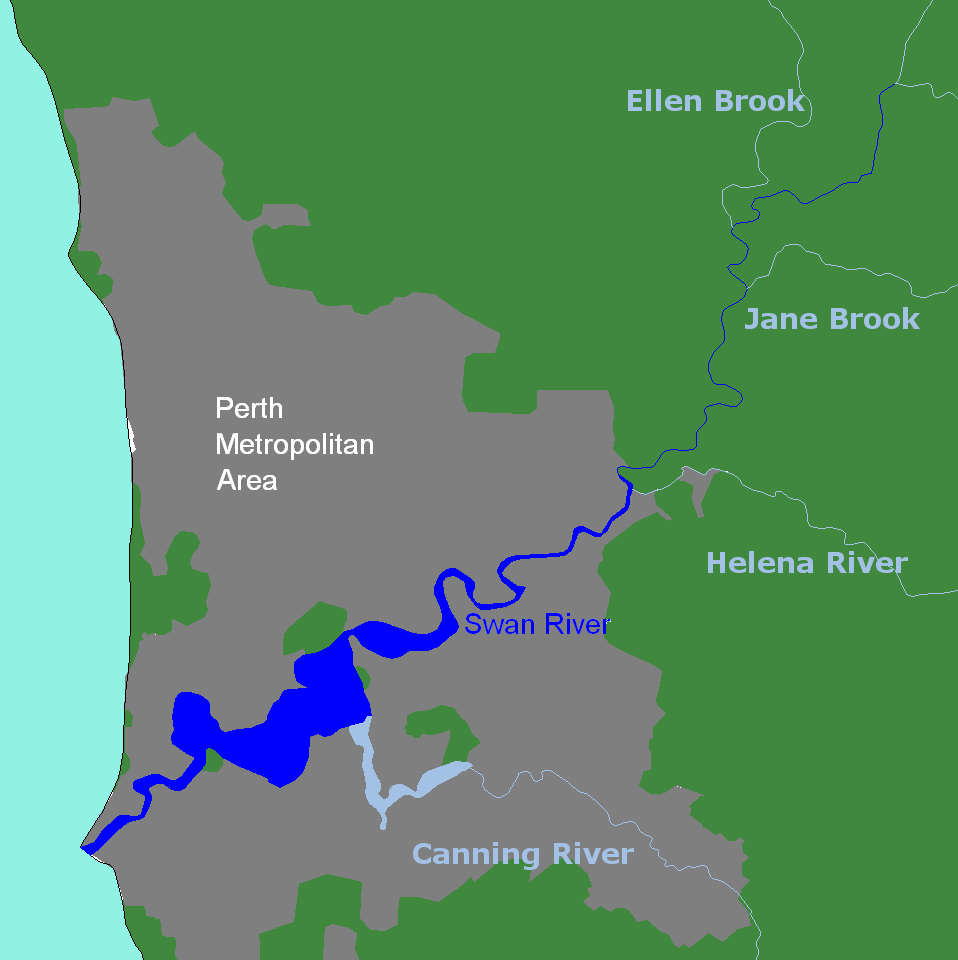
Een kaart van de Swan, waarbij de Swan donkerblauw is aangegeven

Aan het einde van de 19e eeuw verenigden meerdere groepen Nyungah zich. Er ontstonden nieuwe gemeenschappen die zich op oudere voorgangers kunnen beroepen. Nyungahorganisaties vormen een spreekbuis voor de gemeenschap over zaken die alle leden aangaan.